# Воскресенский, Алексей Дмитриевич
Алексе́й Дми́триевич Воскресе́нский (Alexei D. Voskressenski, род. 14 мая 1960 года, Москва) — российский политолог, китаевед, ведущий специалист в области зарубежного регионоведения и международных отношений. Доктор политических наук, PhD (Манчестерский университет), профессор. Директор Центра комплексного китаеведения и региональных проектов, профессор кафедры востоковедения Московского государственного института международных отношений (Университета) МИД России, главный редактор журнала «Сравнительная политика».

## Образование
- Институт стран Азии и Африки при МГУ, 1982 (диплом с отличием);
- Сингапурский  национальный университет, Cингапур, 1983;
- Фуданьский университет, Шанхай, 1986;
- Пекинский лингвистический университет, 1987;
- New School of Social Research, 1991/1992 (USA)
- Allienсe Française, Париж, 1992;
- Public School, University of Maryland, США, 1993;
- Victoria University of Manchester, Великобритания, 1997.

Кандидатская диссертация защищена в 1989 году в Институте Дальнего Востока АН СССР по теме «Дипломатическая история русско-китайского Санкт-Петербургского договора 1881 г.».
Диссертация на соискание ученой степени «доктор философии» (PhD)) защищена в Манчестерском университете в 1997 году на тему: «Russia and China».
Докторская диссертация на тему «Россия и Китай: проблемы динамики и преемственности межгосударственных отношений» защищена в 1998 году в Институте Дальнего Востока Российской академии наук.
Владеет китайским, древнекитайским (вэньянь), французским и английским.

## Профессиональная деятельность
2017-по наст. вр. — директор Центра комплексного китаеведения и региональных проектов МГИМО.
2008—2017 гг. — декан Факультета политологии МГИМО.
1999—2007 гг. — заведующий кафедрой востоковедения МГИМО.
Работал в Институте стран Азии и Африки при МГУ, Институте востоковедения РАН, Институте Дальнего Востока РАН, Методологическом университете при Московском Общественном Научном Фонде (МОНФ): препод., стаж.-исслед., старш. консультант-переводчик, н.с., с.н.с., в.н.с., зам.рук.центра, г.н.с., директор у-тета.
Член общественных организаций, научных институтов и ассоциаций:
- Член Общественного совета Минвостокразвития
- Член Национального исследовательского комитета БРИКС
- Научный сотрудник Центра исследования России и Центральной Азии Шаньдунского университета КНР
- Почетный научный сотрудник Центра Афро-Азиатских исследований Рэдингского университета (Великобритания)
- Зампредседателя Центрального правления общества российско-китайской дружбы
- Член Общественного совета газеты «Россия — Китай»
- Член Европейской ассоциации китаеведения
- Член Российской ассоциации китаеведения
- Член Ассоциации института продвинутых исследований в области гуманитарных и общественных наук при Нидерландской Королевской академии наук
- Член Ассоциации Института Кеннана
- Сопредседатель Учебно-методического совета по зарубежному регионоведению ФУМО вузов России по международным отношениям
- Член Президиума УМО вузов России по политологии
- член Диссертационного совета НИУ ВШЭ
- Член Диссертационного совета ИСК РАН[3]
- член Научного совета РАПН
- Member, Editorial Advisory Board, Kalinga Institute of Indo-Pacific Studies (Odisha, India)
- Член экспертного совета Русско-Азиатского Союза промышленников и предпринимателей (РАСПП)[5]

Профессор А. Д. Воскресенский — главный редактор и основатель (2009) журнала «Сравнительная политика» (журнал из списка ВАК, включен в крупные международные базы цитирования, включая Web of Science — Emerging Sources Citation Index). Член редколлегий научных журналов: «Проблемы Дальнего Востока» (ВАК), «Ценности и смыслы» (ВАК), «Вестник РГГУ» (ВАК), «Международные процессы» (Scopus), «Вестник ЗабГУ» (ВАК), международных журналов «俄罗斯学刊» (Изучение России), «International Journal of Russian Studies».

## Публикации
Автор более 500 научных работ на русском, английском, китайском, французском языках. Общий объём (включая работы под общей редакцией, в составе редакционных коллегий и собственно авторские публикации) — более 1300 а.л., индивидуальных авторских публикаций — более 500 а.л.
Имеет большое количество публикаций в российских и зарубежных СМИ. Постоянный участник и организатор крупнейших международных конференций и круглых столов.
Некоторые публикации:
- The Regional World Order. Transregionalism, Regional Integration, and Regional Projects across Europe and Asia / Ed. by Alexei D. Voskressenski and Boglarka Koller. Lanham, Boulder, New York, London: Rowman & Littlefield / Lexington Boors, 2019. 228 p.[8]
- Модель развития современного Китая: оценки, дискуссии, прогнозы / Под ред. А. Д. Воскресенского. М.: Стратегические изыскания, 2019. 736 с.
- Voskressenski, Alexei D. Non-Western Theories of International Relations. Springer Global: Palgrave-Macmillan, 2017. 270 p.[9]
- Is Non-Western Democracy Possible? A Russian Perspective / Ed. By Alexei D. Voskressenski. Singapore: World Scientific Publishers, 2017. 738 p.[10]
- 欧亚中心跨区域发展机制研究Ou-Ya Zhongxin Kua Quyu Fazhan Tizhi JiZhi Yanjiu = Mechanisms of Transregional Development in Central Eurasia: Analysis and Prognostications. Edited by Li Xing & Alexei Voskressenski. Beijing: Jiu Zhou Chubanshe, 2016. 495 p.
- Восток и политика: политические системы, политические культуры, политические процессы / [А. Д. Воскресенский и др.]; под ред. А. Д. Воскресенского; МГИМО (У) МИД России. Изд. 2-е, испр. и доп. Москва: МГИМО-Университет, 2015. 624 с.
- Мировое комплексное регионоведение: учебник / Под ред. проф. А. Д. Воскресенского. М.: Магистр: ИНФРА-М, 2014. 416 с.
- «Большая Восточная Азия»: мировая политика и региональные трансформации: научно-образовательный комплекс / под ред. А. Д. Воскресенского; МГИМО(У) МИД России. М.: МГИМО-Университет, 2010. 443 с.
- Воскресенский Д.Н, Воскресенский А. Д. Литературный Китай в XVII в.: судьбы истории, философии и социального бытия в китайской литературно-художественной традиции / Д. Н. Воскресенский, А. Д. Воскресенский; М.: Аспект Пресс, 2009. 174 с.
- Воскресенский А. Д. «Большая Восточная Азия»: мировая политика и энергетическая безопасность / А. Д. Воскресенский; МГУ им. М. В. Ломоносова; Ин-т проблем междунар. безопасности РАН. М.: Ленанд, 2006. 124 с.
- Восток / Запад: Региональные подсистемы и региональные проблемы международных отношений: учеб. пособие для вузов / под ред. А. Д. Воскресенского; МГИМО(У) МИД России. М.: РОССПЭН, 2002. 526 с.
- Воскресенский А. Д. Россия и Китай: теория и история межгосударственных отношений / А. Д. Воскресенский; Моск. обществ. науч. фонд; Ин-т Дальнего Востока РАН; центр «Россия-Китай». М.: 1999. 408 с.
- Voskressenski, Alexei D. The Difficult Border: Current Russian and Chinese Concepts of Sino-Russian Relations and Frontier Problems / A.D. Voskressenski. New York: Nova Science Publishers, 1995. 120 p.

наиболее полный перечень публикаций

## Сферы научных интересов
Теория и история международных отношений; политическая экономия международных отношений; сравнительная и прикладная политология; проблемы безопасности; политическая и социальная модернизация; современные проблемы Азиатско-Тихоокеанского региона; история международных отношений в Центральной Азии и на Дальнем Востоке; внешняя политика России, КНР, США; история России и Китая (XIX—XX вв.); история китайской культуры.
Один из основателей «мирового комплексного регионоведения», один из ведущих исследователей в области регионализации, регионализма, макрорегионализации и трансрегионализма.
Автор/разработчик теорий/концепций: многофакторного равновесия МО (multi-factor equilibrium in IR), региональных подсистем МО, энергетического измерения МО, политических систем и политических культур Востока, регионального порядка, незападной демократии, незападных теорий МО и др.

## Награды
- медаль ордена «За заслуги перед Отечеством» II степени
- Лауреат премии Правительства РФ в области образования (2014)
- Лауреат премии «Общественная мысль» (2011)
- Лауреат конкурсов РАПН на лучшую книгу года (2008, 2014)

Обладатель ведомственных и международных знаков отличия:
- Honorary Citizenship, The State of Maryland (USA, 1993)
- Life-member of the Fellows Association, Netherlands Institute for the Advanced Study in the Humanities and Social Sciences (NIAS), Netherlands
- Honorary research fellow, Centre of Euro-Asian Studies, University of Reading (UK)